# Posoqueria fragrantissima
Posoqueria fragrantissima là một loài thực vật có hoa trong họ Thiến thảo. Loài này được Linden & André miêu tả khoa học đầu tiên năm 1870.